# Gotické písmo

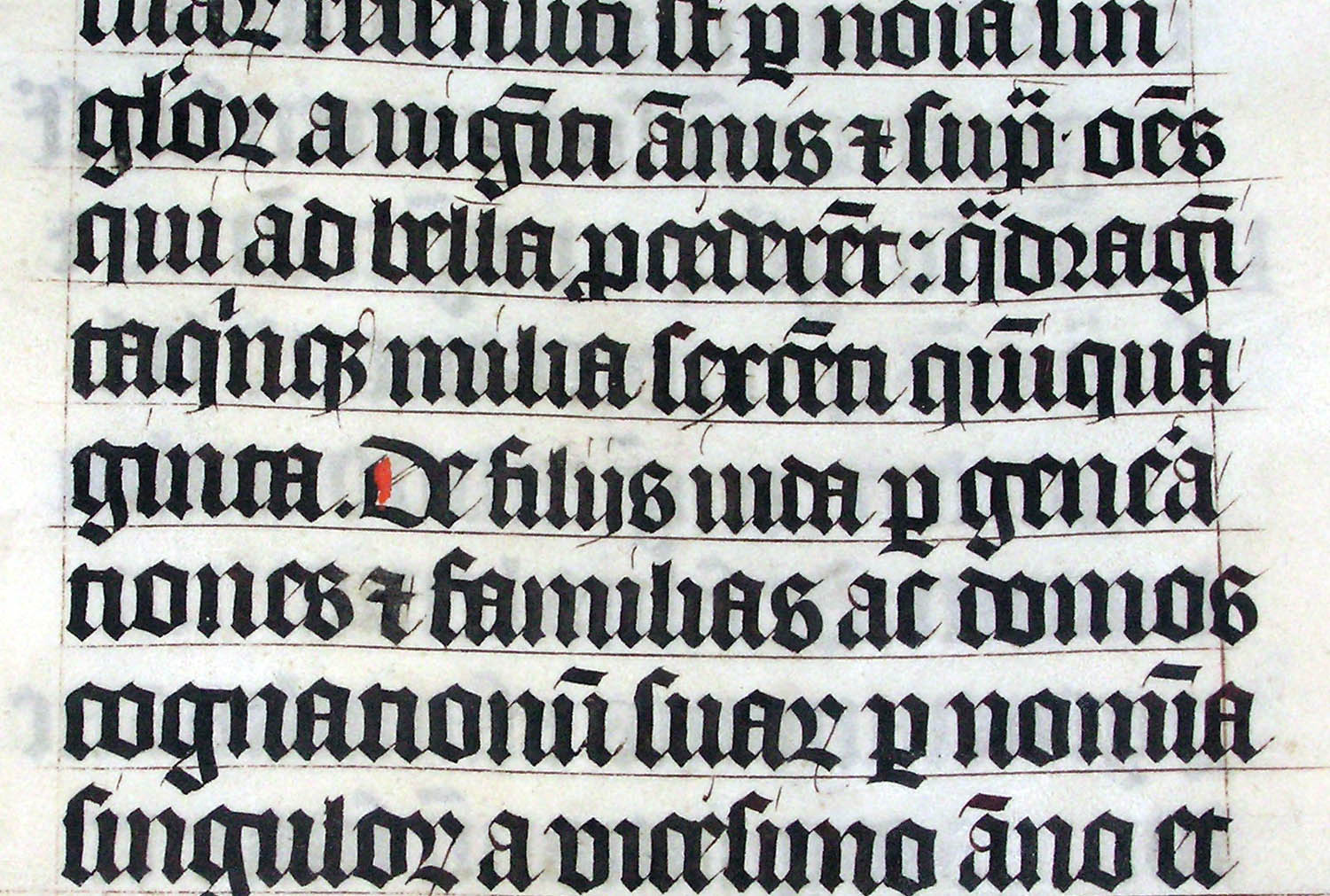
Gotické písmo

Gotické písmo je etapa ve vývoji latinky, která se časově kryje se středověkým slohem gotikou. Na rozdíl od karolínské minuskuly a renesanční humanistické antikvy je ostře lomené a z dnešního pohledu obtížně čitelné. Nástupcem gotického písma je lomené novogotické písmo: fraktura, kanzlei a kurent.
Karolínská minuskula začala ztrácet pevnou formu s úpadkem franské říše po smrti Karla Velikého v roce 814, boji mezi jeho nástupci a nájezdy Normanů. Na konci 9. století ve švýcarském klášteře sv. Havla v St. Gallenu vyvinuli úspornou techniku psaní: kondensované a kompaktní písmo. Během 12. století (někde už i v 11. století) je karolinské písmo naplno vytlačováno písmem gotickým. Konečné prosazení gotického písma souvisí s rozvojem clunyjského hnutí. Přechodným prvkem se stává tzv. romanogotika a navazující gotická minuskula, jež má tři typy: základní, dekorativní (textura) a zběžnější.
Vedle gotické minuskuly vzniká také potřeba po dalším typu písma, které by lépe vyhovovalo daným společenským potřebám rychlého psaní, vytváří se tedy gotické písmo kurzívní, taktéž odvozující původ z karolinské minuskuly. Lze rozlišit následné typy kurzívy: bastardní písmo (prosazující se od 14. století), kaligrafická polokurzíva a běžná polokurzíva. Písmo je silně nakloněné, využívá různých ligatur, spojování písmen smyčkami a tahy.
Humanisté považovali gotické písmo za úpadkové a barbarské. Nedokázali se však rozhodnout, zda restaurovat antické majuskule či karolínskou minuskulu. Nakonec tento problém vyřešili tak, že zavedli psaní velkých písmen na počátku vět a vlastních jmen. Tento jev je ve světovém měřítku poměrně neobvyklý; z podobných důvodů jej sdílí pouze řecké písmo a cyrilice.
Zatímco latinské texty antických autorů byly prakticky od počátku vynálezu knihtisku tištěny renesančním písmem, církevní a právnické texty byly až do 16. století tištěny novogotickým švabachem a později frakturou; v českých zemích téměř veškeré texty povětšinou do roku 1848, v Německu až do druhé světové války.